# 奈良流
奈良流（ならりゅう）とは、中世大和の僧坊酒から奈良で受け継がれた日本酒の製法に関する流派である。
江戸時代には諸流派の源となり、その技術は近代の清酒醸造法に受け継がれていった。

## 概要

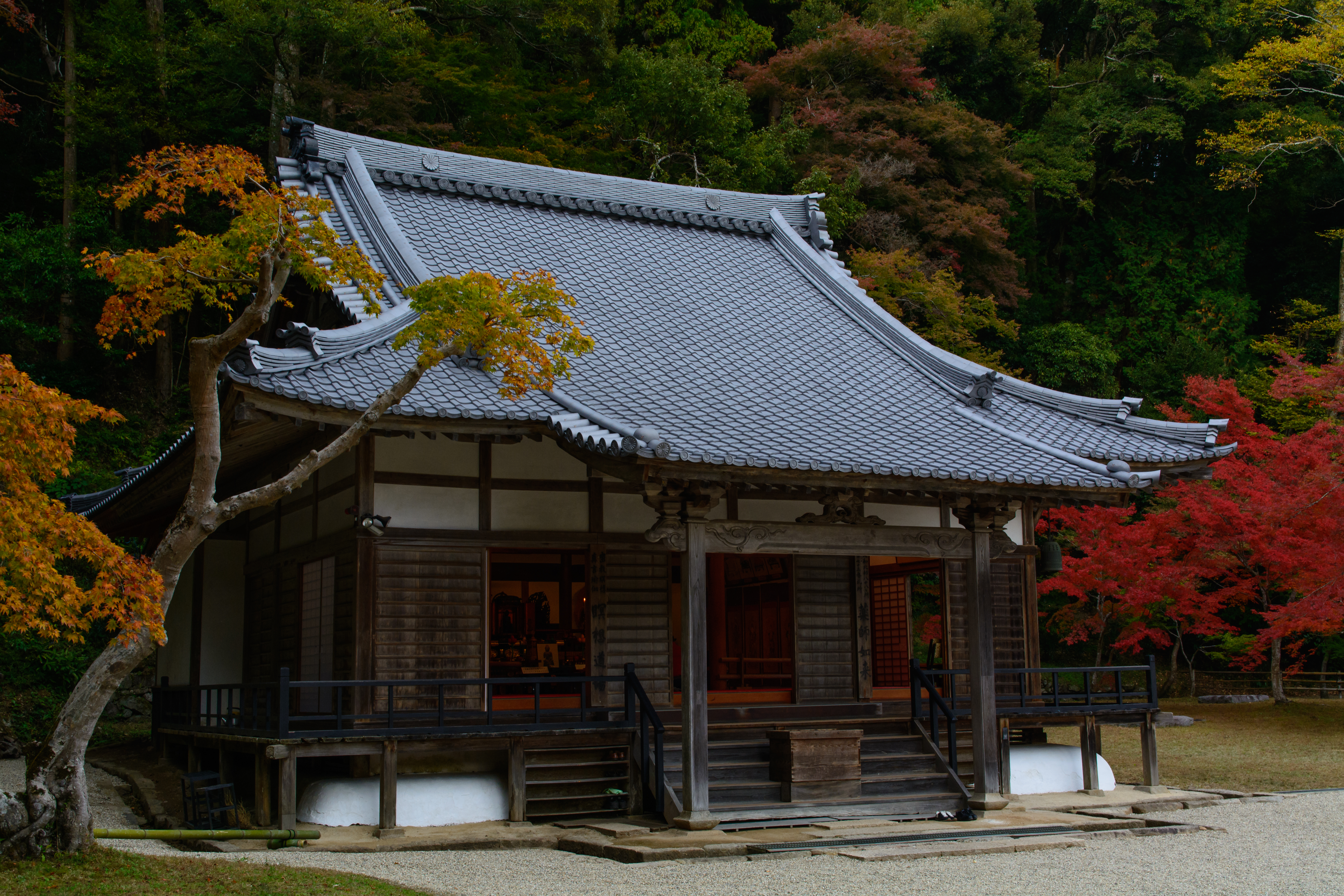
僧坊酒を生産していた菩提山正暦寺

中世の大和の僧坊酒は、高級酒として名が通っていた。奈良近郊の菩提山正暦寺が産する「菩提泉」は「奈良捶（ならたる）」「奈良」「奈良酒」「山樽」などと呼ばれ、天下第一の僧坊酒として支配階級の間で最も愛好された酒であった。興福寺塔頭の『多聞院日記』には、室町時代すでに、正暦寺や興福寺諸坊において諸白仕込み、菩提酛、煮酛、三段仕込み、上槽、火入れといった技術を組み合わせ、近代の清酒醸造法の基本となる諸白造りの技法が確立されていたことが記録されている。

南都諸白と呼ばれた菩提泉を筆頭とする僧坊酒から奈良の造り酒屋たちに受け継がれた諸白造りの製法・技術を奈良流と称し、その上品な味わいでもっとも高級な清酒とされた。『日葡辞書』（1603年）には「諸白（morofacu）」の語が掲げられ「日本で珍重される酒で、奈良（Nara）で造られるもの」と説明されている。

江戸時代初期、当時随一の銘醸地とされていた奈良の町衆酒屋は逸早く江戸に進出し、元和年間（1615～1624）には日本橋界隈に13軒が出店を構え「南都江戸下り酒屋」として「下り酒」の先鞭を付けた。奈良流の南都諸白は江戸幕府の御膳酒となり、奈良（南都）は、名酒を造る由緒ある酒造地として幕府から別格の扱いを受けた。また江戸在勤の有力大名の要望にも応えていった。

その後、下り酒の需要が拡大するに連れて、生産の主流は奈良流に改良を加えて大量生産方式を確立した摂泉十二郷の伊丹流、鴻池流、小浜流、池田流など、あるいはそこからさらに技術革新し江戸後期に栄える灘流などに移っていったが、鴻池流の蔵元によって書かれた『童蒙酒造記』（1687年）に「奈良流之事」として「それ奈良流は酒の根源と謂ふ可し。故に諸流是より起こりてその家を立つ、尤も大切なる流なり」と記されていることから明らかなように、それらすべての流派はこの奈良流を源流とする。

奈良が「日本清酒発祥の地」とされるのは、中世大和の僧坊で開発・集約されて確立した醸造技術による南都諸白が高品質の清酒として名声を博すとともに、その技術が奈良の造り酒屋に受け継がれて奈良流となり、さらに日本各地に広まって近代醸造法に発展し、今日の日本酒の源流となっていることによる。

## 製法

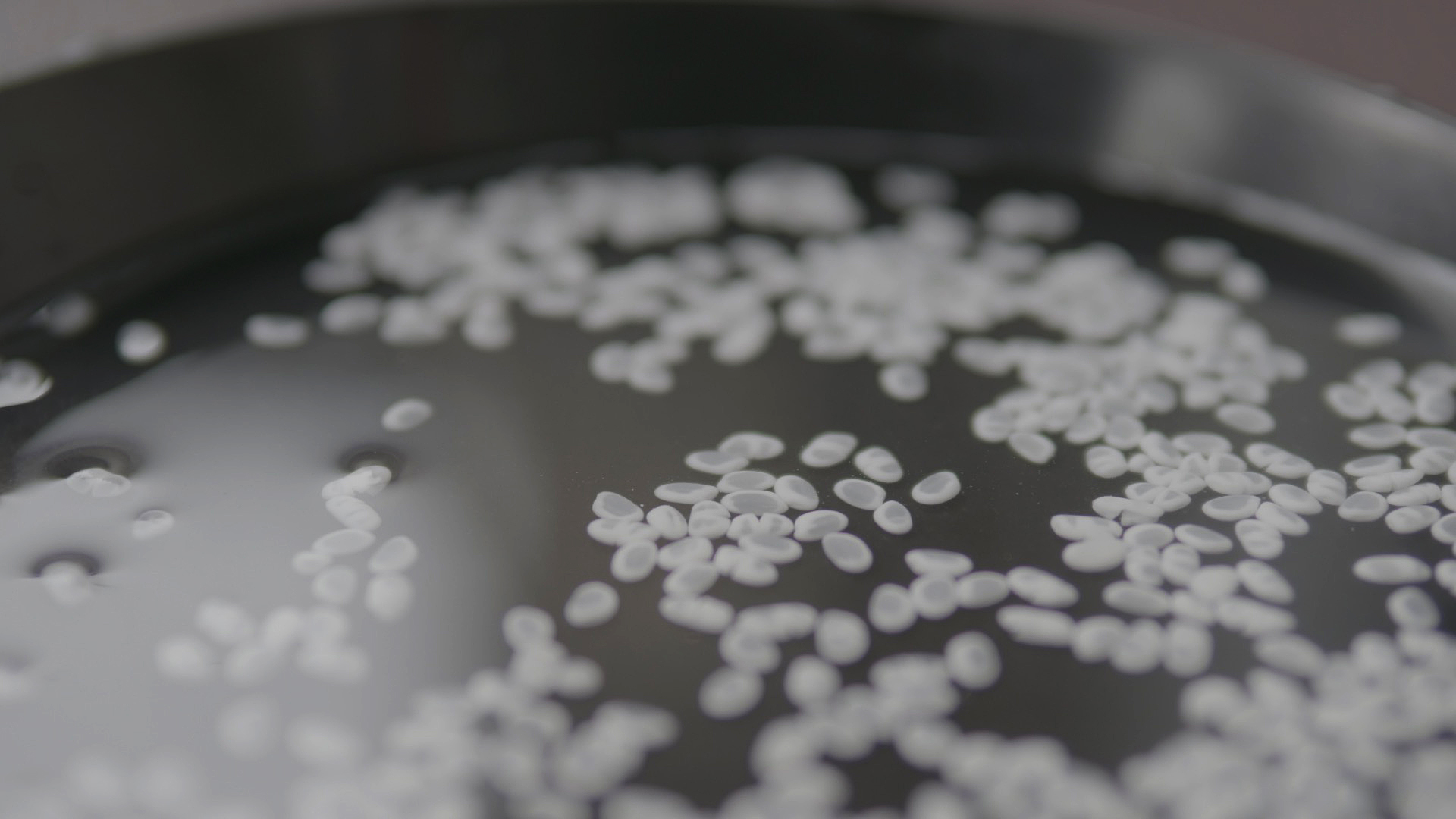
蒸す前の奈良県産秋津穂に水を含ませる工程（油長酒造）。

奈良流の製法は、中世大和の僧坊で確立され、諸白仕込み、酛（酒母）造り、三段仕込み、上槽、火入れといった技術を巧みに組み合わせて上質の澄み酒を醸造する諸白造りで、当時の先端技術であると同時に、今日の清酒醸造法の原型となっている。

### 諸白仕込み
麹米に玄米、掛米に精白米を用いる「片白」に対して、麹米と掛米（蒸米）の両方に精白米を用いる方法で、精米技術の向上によって可能となり、酒の質が高まって現代的な酒造りへと近づいていった。『御酒之日記』（1429-1466年推定成立）に菩提泉の醸造法として「白米壱斗澄程可洗」とあり、そのころにはすでに諸白仕込みの技法が確立されていたと考えられている。

### 酛
菩提酛および煮酛という方法を経験的に生み出した。これは原料と温度や酸度などを調節して優良な酵母を純粋に培養したもので、これを種として醪（もろみ）を発酵させれば安定的に良質の酒を醸造できることから、酛（酒母）という概念が確立された。『日葡辞書』に「酛（moto）：日本の酒を作り始めるもとになる最初の米（飯）。それは、あとからつぎ足される物が加わって、次第に量を増し、勢いづいて行く」とある。
『童蒙酒造記』には、鴻池流に伝わった菩提酛と煮酛の製法が詳細に記録されている。
菩提酛
生米を使用し、高めの温度で乳酸発酵させて「そやし水」と呼ぶ乳酸発酵液をつくり、他の材料と混ぜて酛をつくる方法。今日の生酛系酒母の原形と言える方法である。
煮酛
多様な菌が生育している酒母を一旦高い熱にさらして、強健な酵母だけをうまく生き残らせる方法。

### 三段仕込み
醪造りにおいて、前段階で造られた酛に、麹と蒸米を初添・仲添・留添の三段階に分けて加えることにより、酵母に対して適応可能なゆるやかな環境変化を与えてその活性を損なわないようにする技術。『多聞院日記』に、何回にも分けて日を追って仕込みをする段仕込みの意味の「ワリ酒」の語が見え、1568年の正月酒造りに初めて三段仕込みの記録が見られる。『日葡辞書』に「添へ（soye）：日本の酒を作るために、すでに仕込んである最初の飯に、新たに次第にさし加えていく飯」とある。

### 上槽
布袋に醪（もろみ）を入れて搾り、液体（生酒）と固体（酒粕）を分けて澄んだ酒をつくる方法。『多聞院日記』に、仕込みから40～50日後に「酒上了」の記載があり、「酒ヲコサセ」「酒袋」「酒船」などの言葉と共に上槽の作業が記録されている。戦国時代に国産の綿織物が普及し酒袋が一般化したと考えられる。『日葡辞書』に「酒槽（sacabune）：酒を造るもとになる米（もろみ）を入れて搾る大桶」「酒袋（sacabucuro）：すでに酒になっている米（もろみ）を漉すための袋」とある。

### 火入れ
発酵を終えた後、酒の温度を70℃くらいまで上げて低温加熱殺菌し、腐敗を防ぐ技術。『多聞院日記』1568年に、夏につくる酒の醸造過程の記述があり「六月二三日　酒ニサセ樽へ入了」と書かれている。ヨーロッパでは、微生物学者のルイ・パスツールが、1866年にワインを低温で加熱殺菌して劣化を防ぐ「低温殺菌法」を発表したが、日本酒造りにおいては、経験をもとにした同様の技術がすでに300年以上も前から取り入れられていた。

### 木桶
『多聞院日記』1582年に「十石計アル酒ノ桶ニ」とあることから、大工道具の発達とともに10石（1.8kL）入りの木桶が開発され、それまでの3石（540L）の甕から仕込みの容量が増えて大量生産が可能になっていたことが分かる。

## その他
- 1608年（慶長13年）に、当時、銘醸地として聞こえが高かった奈良流の榧森又右衛門（かやのもり・またえもん）は、柳生宗矩の紹介により伊達政宗に仙台藩城内詰御酒御用（じょうないづめおんさけごよう）を命じられた。青葉城三の丸の南に蔵を構え、明治初頭まで仙台領内の醸造技術発展と向上に多大なる影響を与えたとされる。[22]
- 2024年12月5日（日本時間）、ユネスコは日本の「伝統的酒造り」（日本酒、焼酎、泡盛等）を無形文化遺産に登録することを決めた[23]。この「伝統的酒造り」のうち日本酒については、500年以上前に確立された奈良流を原型とする清酒の醸造技術を主として評価されたものである。